# Endoplazemski retikulum
Endoplazemski retikulum (ER) (tudi endoplazmatski ~, a je primernejša prva oblika) je celični organel, ki ima pomembno vlogo pri zorenju in usmerjanju proteinov v celicah. Zanj je značilno, da ima obliko med seboj povezanih votlih zaobljenih plošč, obdan pa je z dvoslojno membrano.
Obstajata gladki in zrnati endoplazemski retikulum z zelo podobno osnovno obliko. Zrnati endoplazemski retikulum imenujemo tako, ker ima na površini pripete ribosome, ki so sestavljeni iz RNK in beljakovin in na njih poteka sinteza beljakovin, ti pa se hkrati, ko sinteza še poteka, prenesejo v notranjost oziroma lumen endoplazemskega retikuluma. Zrnati endoplazmatski retikulumi so tesno povezani z jedrom na eni strani in z Golgijevim aparatom na drugi. 